# Sirenia (band)
 For alternative betydninger, se Sirenia (flertydig). (Se også artikler, som begynder med Sirenia)
Sirenia er et norsk goth-metal band fra Stavanger i Norge. Deres musik er en blanding af gothic metal, symfonisk metal, dødsmetal og ekstremmetal.

## Diskografi
| At Sixes and Sevens                                    | - Released: 13 August 2002 - Label: Napalm Records   | —   | —   | —   | —  | —  | —  | —  | —  |              |
| An Elixir for Existence                                | - Released: 3 August 2004 - Label: Napalm Records    | —   | —   | —   | —  | —  | —  | —  | —  |              |
| Nine Destinies and a Downfall                          | - Released: 23 February 2007 - Label: Nuclear Blast  | —   | —   | 134 | 54 | 85 | —  | —  | —  |              |
| The 13th Floor                                         | - Released: 23 January 2009 - Label: Nuclear Blast   | —   | —   | 127 | 87 | 67 | —  | —  | —  | - US: 500+   |
| The Enigma of Life                                     | - Released: 21 January 2011 - Label: Nuclear Blast   | —   | —   | —   | 73 | 53 | —  | —  | —  | - US: 730+   |
| Perils of the Deep Blue                                | - Released: 28 June 2013 - Label: Nuclear Blast      | 98  | 89  | 136 | 50 | 43 | 11 | 20 | 97 | - US: 1,560+ |
| The Seventh Life Path                                  | - Released: 8 May 2015 - Label: Napalm Records       | 198 | 122 | —   | 68 | 77 | —  | 18 | —  | - US: 1,300+ |
| Dim Days of Dolor                                      | - Released: 11 November 2016 - Label: Napalm Records | —   | 150 | —   | —  | 89 | 34 | —  | —  |              |
| "—" Nåede ikke hitlisterne eller blev ikke udgivet her |                                                      |     |     |     |    |    |    |    |    |              |